# Fundació per a l'Anàlisi i els Estudis Socials

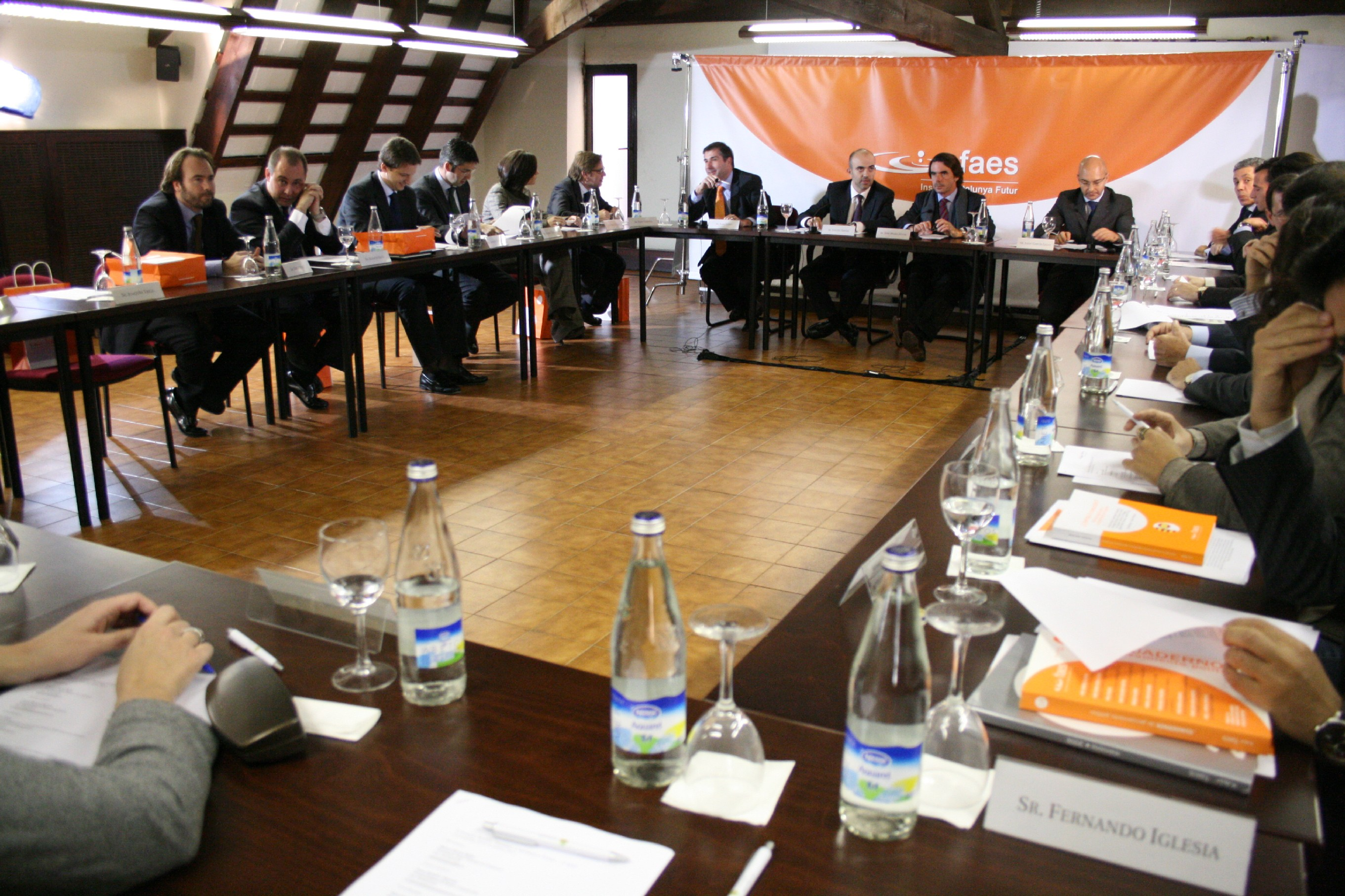
José María Aznar i Daniel Sirera en una reunió de l'Institut Catalunya Futur, filial catalana de FAES, el 17 de desembre del 2007.

La Fundació per a l'Anàlisi i els Estudis Socials (en castellà, Fundación para el Análisis y los Estudios Sociales), més coneguda pel seu acrònim FAES, és una fundació privada espanyola sense ànim de lucre que treballa a l'àmbit de les idees i les propostes polítiques, fins al 2017 vinculada al Partit Popular (PP), i el principal objectiu de la qual és ajudar el debat de les idees, la formació política i desenvolupar els principis ideològics que fonamenten la dreta política. Informalment se la coneix com el laboratori d'idees del PP.
Té la seu a Madrid. El seu president és José María Aznar i la seva vicepresidenta María Dolores de Cospedal, figurant entre els seus vocals la plana major dels dirigents del partit, a més d'empresaris afins a aquesta ideologia; entre els seus "patrons" hi ha exministres del govern d'Espanya com Manuel Fraga Iribarne o Miguel Boyer, exministre socialista. Té una filial a Catalunya denominada Institut Catalunya Futur.
Compta amb un pressupost anual d'uns 5 milions d'euros. Periòdicament atorga el premi FAES de la llibertat a una personalitat o institució concreta.

## Origen
Es constituí a Madrid l'11 de novembre del 2002. Per la seva creació s'integraren cinc anteriors fundacions vinculades al Partit Popular: 
- Fundación Cánovas del Castillo
- Popular Iberoamericana
- Popular Iberoamericana de Análisis y Estudios Sociales (antiga FAES)
- Popular Iberoamericana de Estudios Europeos
- Instituto de Formación Política

Aquest mateix reajustament d'organitzacions afins al PP afectà també la Fundación Humanismo y Democracia, que d'aquesta forma passà a gestionar les tasques de cooperació i desenvolupament assignades a algunes de les anteriors fundacions.

## Ideologia
FAES es defineix a si mateixa com una organització liberal conservadora. El seu objectiu, segons exposen a la seva pàgina oficial, és «l'enfortiment dels valors de la llibertat, la democràcia i l'humanisme occidental; creant, promovent i difonent idees basades en la llibertat política, intel·lectual i econòmica. Afirmen també que les idees que desenvolupen pretenen oferir alternatives polítiques i de pensament diferents a les del socialisme, i que puguin ser assumides pels líders polítics per ser transformades en programes d'acció política». També, l'organització s'ha mostrat en general partidària de les polítiques neoconservadores dutes a terme per l'Administració Bush donant suport a les seves intervencions internacionals. Tot i que sense vincles formals, solen coincidir en els seus plantejaments amb altres organitzacions i medis liberals, conservadors i neoconservadors espanyols com el Grupo de Estudios Estratégicos (GEES), Libertad Digital o la COPE.
Segons els seus crítics, FAES no seria més que un instrument del projecte polític d'Aznar en forma de laboratori d'idees, amb la funció de marcar les pautes d'actuació i l'agenda política del Partit Popular, dels seus principals líders i, en definitiva, de gran part de la dreta espanyola, amb un ultranacionalisme espanyol especialment agressiu i amb certes pulsions d'extrema dreta neofranquista o neofalangista. De la mateixa forma l'objectiu seria també procurar un alineament el més proper possible al neoconservadorisme estatunidenc.
El 3 d'octubre de 2016, la FAES va anunciar que es desvinculava del PP, fet que es dugué a la pràctica l'1 de gener de 2017. Alguns analistes han interpretat el fet com a maniobra d'Aznar adreçada a traslladar cap a Ciudadanos tot el suport polític, econòmic i mediàtic fins llavors ofert per la dreta social al PP.

## Subvencions
El grup parlamentari socialista, aleshores a l'oposició, realitzà una pregunta escrita al Senat espanyol sobre les quantitats i fons rebuts per FAES procedents del govern espanyol entre l'any 2001 i la fi del primer trimestre del 2004, data en què el Partit Popular abandonà el govern. La quantitat percebuda des del juny del 2001 a l'octubre del 2003 ascendí a 7.607.966,67 euros degudament acreditats per escrit al Boletín Oficial de les Cortes Generales (BOCG) del 24 de juny del 2005.
El 2007 FAES es convertí en la fundació de caràcter polític que més ajuda rebé del Govern d'Espanya, amb un total d'aproximadament tres milions d'euros.
S'estima que gran part del seu finançament és d'origen privat (donacions de particulars). El 2005 es calculà que representaven prop del 40% del seu pressupost.